# Dakka
|  | Aquest article tracta sobre la ciutat Núbia. Vegeu-ne altres significats a «Dhaka (desambiguació)». |

Dakka o Pselkis fou una ciutat de Núbia, situada uns 15 kilòmetres al sud de la primera cascada del Nil, que el 24 aC fou conquerida pel romà Publi Petroni en resposta a un atac nubià a la regió d'Elefantina i Siene. En el tractat de pau, signat vers el 21 aC, fou retornada a la reina de Napata.